# Strażnica WOP Pamięcin
Strażnica WOP Pamięcin – podstawowy pododdział graniczny Wojsk Ochrony Pogranicza pełniący służbę ochronną na granicy polsko-niemieckiej.

## Formowanie i zmiany organizacyjne
Strażnica została sformowana w 1945 w strukturze 10 komendy odcinka Górzyca jako 47 strażnica WOP (fol. Bruch). Kierownictwo strażnicy stanowili: komendant strażnicy, zastępca komendanta do spraw polityczno-wychowawczych i zastępca do spraw zwiadu. Strażnica składała się z dwóch drużyn strzeleckich, drużyny fizylierów, drużyny łączności i gospodarczej. Etat przewidywał także instruktora do tresury psów służbowych oraz instruktora sanitarnego. Na początku 1947 obsada etatowa strażnicy została wymieniona z obsadą 186 strażnicy Jurgów.
Rozkazem ND WP nr 077/Org. z 13.02.1947 rozformowano 47 strażnicę Pamięcin.

## Żołnierze strażnicy
Dowódcy strażnicy
- ppor. Wawrzyniec Boczan (30.10.1945-?)

Wykaz dowódców strażnicy podano za Józef Ostrowski: Lubuska Brygada Wojsk Ochrony Pogranicza 1945-1989. Ludzie - wydarzenia. s. 5.
- ppor. Tadeusz Olbrycht
- ppor. Marian Boczan
- ppor. Michał Bulik

Oficerowie:
- Stanisław Kimszal